# Burst Angel
Burst Angel (爆裂天使, Bakuretsu Tenshi, tradução lit. "anjo explosivo"), também conhecido como "Baku-Ten", é uma série anime de 2004 produzida pelo estúdio de animação GONZO e realizada por Koichi Ohata.

## Resumo da história
O anime apresenta um Japão do Futuro, onde uma organização denominada RAPT, responsável pela paz de Tóquio, domina a cidade. Nos subterrâneos, a organização cria monstros técno-orgânicos, tentando criar o ser perfeito "para garantir um futuro livre". Kyohei é um simples estudante, que sonha em ir para a França. Para pagar a viagem, ele começa a trabalhar de cozinheiro para as garotas Meg, a mecânica; Jo, a atiradora prodígio; Amy, a especialista em computadores; e Sei, que trabalha para Bai Lan. Elas trabalham como mercenárias, e fazem de tudo por dinheiro. Elas descobrem a agenda secreta da RAPT, e muita confusão vem por aí...

## Episódios
01 - O inferno se aproxima silenciosamente
02 - A atiradora sem coração
03 - A cidade onde uivam as bestas
04 – Irmãos, morte ao amanhecer
05 - A mansão onde rastejam os Deuses
06 – Lave esse jardim de rosas em sangue
07 – Céu negro
08 - O fugitivo cheio de feridas
09 - A festa do dragão
10 - Cyberterritório
11 - O anjo do Leste, o falcão do Oeste
12 - Tsutenkaku encharcado de lágrimas
13 – Batalha sangrenta!
14 – Crianças selvagens
15 - O mar, os maiôs e os monstros marinhos
16 – Batalha no mundo demoníaco
17 - Confronto! Os dois anjos
18 – O colega imortal
19 – Plano 24 horas
20 – Auto-estrada da aniquilação
21 – Um tiro ao túmulo de ferro
22 - O demônio que ama
23 - O campo de execução no mar vermelho
24 – Anjos detonem! - Final

## Curiosidade
As personagens possuem design que lembram as personagens de Neon Genesis Evangelion. Jo para Rei e Meg para Asuka.
"As personagens de Yoshiyuki Sadamoto tem contribuído para a popularidade do Evangelion. Os designs atraentes de Sadamoto das 3 líderes femininas, Asuka, Rei e Misato, líder por extremos preços de merchandise (especialmente de Rei, a "Premium Girl"), e eles tem sido imortalizados na comunidade dōjinshi, modelos de kit de garagem, e em subsequente no anime (como Burst Angel). "